# 테라지마 시노부
데라지마 시노부(일본어: 寺島しのぶ, 1972년 12월 28일 ~ )는 일본의 배우이다. 본명은 데라지마 그나시아 시노부(寺島 Ghnassia 忍)이며, 결혼 전 이름은 테라시마 시노부(寺島忍)이다. 교토부 교토시 출신이다. 2010년, 《캐터필러》로 제60회 베를린 국제 영화제에서 여우주연상을 수상했다.

## 출연

### 드라마
- 2003년 《무사시》
- 2005년 《겨울 동창회》
- 2006년 《봄, 바니스에서》
- 2006년 《순정 반짝》
- 2008년 《4개의 거짓말》
- 2009년 《경관의 피》
- 2010년 《료마전》
- 2011년 《변두리 로켓》
- 2017년 《타카라의 시간》

### 영화
- 2001년 《드럭》
- 2003년 《겟 업》
- 2003년 《바이브레이터》
- 2003년 《아카메시쥬야타키신쥬미스이》
- 2005년 《도쿄 타워》
- 2005년 《남자들의 야마토》
- 2006년 《아키하바라@딥》
- 2007년 《사랑의 유형지》
- 2008년 《게게게의 기타로》
- 2008년 《해피 플라이트》
- 2010년 《인간 실격》
- 2010년 《캐터필러》
- 2012년 《헬터 스켈터》
- 2017년 《친애하는 우리 아이》 - 유카 역
- 2017년 《스타 샌드》
- 2017년 《오 루시!》
- 2018년 《벼룩 잡는 사무라이》
- 2021년 《공백》 - 쿠사카베 아사코 역
- 2024년 《퍼레이드》 - 카오리 역

### 극장판 애니메이션
- 2020년 《아야와 마녀》 - 벨라 야가 역